# Thú bơi lội

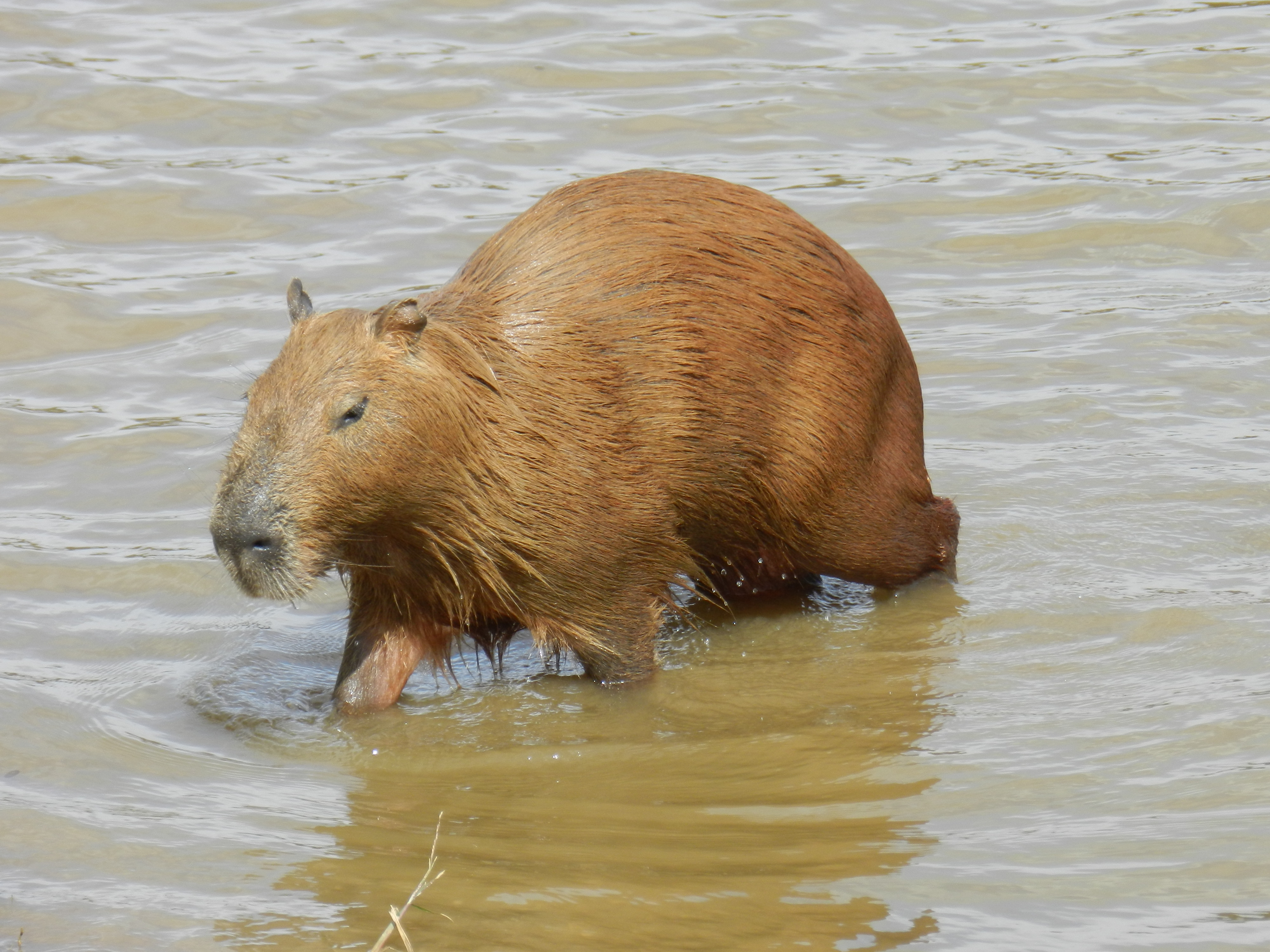
Chuột lang nước, loài thú chuyên sống ở nước

Thú thủy hợp (còn được gọi là thú bơi lội, thú thủy sinh, động vật có vú sống dưới nước hay thú thích nước) là các động vật có vú (lớp thú) sống một phần hoặc toàn bộ trong các vùng nước. Chúng bao gồm các loài thú biển sống trong các đại dương, cũng như các loài thú sống ở các vùng nước ngọt, chẳng hạn như rái cá châu Âu và hải ly.
Chúng không phải là một phân loại (taxon) và không được thống nhất bởi bất kỳ nhóm sinh học nào khác biệt, mà cách gọi này chỉ về sự phụ thuộc và liên quan trực tiếp đến các hệ sinh thái dưới nước bao gồm cả nước mặn và nước ngọt và một số loài có ngoại hình khá tương đồng do tiến hóa hội tụ mà ít có họ hàng trực tiếp. Một số loài như cá heo sống cả đời dưới nước. Một số khác như rái cá xuống nước chủ yếu để kiếm ăn.

## Đặc điểm
Mức độ phụ thuộc vào sinh vật thủy sinh rất khác nhau giữa các loài, với các loài lợn biển (Manatee) và cá heo sông Amazon là hoàn toàn thủy sinh và phụ thuộc hoàn toàn vào các hệ sinh thái dưới nước, chúng không thể sống trên cạn và không thể hô hấp tốt khi rời môi trường thủy sinh trong khi đó con hải cẩu Baikal kiếm ăn dưới nước nhưng nghỉ ngơi, vui chơi, và nhân giống trên cạn; và các loài chuột lang nước (Capybara) và hà mã có thể hoán đổi, sinh sống cả trong môi trường nước và ngoài môi trường nước để tìm kiếm thực phẩm. Tất cả động vật có vú dưới nước đều bơi giỏi và một số còn có thể lặn lâu dưới nước. Bởi vì nước nâng đỡ phần lớn trọng lượng cơ thể chúng nên một số động vật có vú dưới nước rất to.
Sự thích nghi của con vật với lối sống dưới nước rất khác nhau giữa các loài. Cá heo sông và manatees đều có nguồn nước đầy đủ và do đó được gắn chặt với cuộc sống trong nước. Hải cẩu là các loài lưỡng cư, chúng dành phần lớn thời gian của chúng trong nước, nhưng cần phải quay trở lại đất để thực hiện các hoạt động quan trọng như giao phối, sinh sản và thay lông. Ngược lại, nhiều loài động vật có vú khác như tê giác, chuột lang nước Capybara, và chuột chũi, ít thích nghi với sinh vật dưới nước hơn, hay một số loài đơn giản chỉ cần nước để làm mát cơ thể. Tương tự như vậy, chế độ ăn uống của chúng cũng khác nhau đáng kể, bất cứ nơi nào từ cây thủy sinh và lá cho cá nhỏ và động vật giáp xác. Chúng đóng vai trò quan trọng trong việc duy trì các hệ sinh thái dưới nước, đặc biệt là các loài hải ly.

## Phân loại
Có ba nhóm động vật có vú sống ở các biển và đại dương thế giới. Chúng thuộc bộ “Cá voi”, gồm cá voi, cá heo, và cá heo chuột; phân bộ Chân màng gồm hải cẩu, sư tử biển và hải mã; và bộ Bò biển gồm lợn biển và cá nược. Hải cẩu, sư tử biển và hải mã bơi vào đất liền để nghỉ ngơi và sinh sản, nhưng các loài thuộc bộ Cá voi và bộ Bò biển sống cả cuộc đời trong nước biển.
- Hải ly thích nghi để sống trong nước rất tốt. Hải ly thích nghi với lối sống dưới nước của chúng theo một số cách. Thân của chúng có dạng khí động lực và bàn chân sau của chúng có màng. Mắt chúng được bảo vệ bằng một lớp da đặc biệt. Hải ly cũng có lớp lông dày và kín nước giữ cho chúng ấm cả dưới nước lẫn trên cạn. Nhưng chính cái đuôi là điểm đặc trưng nhất của hải ly. Rộng, dẹt và có vảy, đuôi hải ly có thể lên xuống để đẩy nhanh trong nước hoặc được dùng như bánh lái để lái.
- Chuột hải ly (coypu) giống như con hải ly nhỏ và hai động vật có vú thực sự có họ hàng, cả hai đều là động vật gặm nhấm thủy sinh. Cái thân chắc khỏe của nó phủ lớp lông dày, kín nước và bàn chân sau của nó có màng. Điểm khác nhau rõ ràng nhất là chuột hải ly thiếu cái đuôi dẹt của hải ly. Tuy nhiên, chuột hải ly là con vật bơi rất tài và gần như suốt ngày ở trong nước. Vào ban đêm nó ngủ trong hang trên bờ.
- Loài hải cẩu bơi giỏi với thân khí động lực nhẵn và chân chèo khỏe, hải cẩu là vận động viên bơi siêu hạng. Các lớp mỡ dày giữ cho chúng ấm và làm nhẵn bóng viền thân. Gấu biển và sư tử biển, hay hải cẩu tai nhỏ, bơi với những cú vươn mạnh mẽ nhờ những chân chèo trước của chúng. Tuy nhiên, hải cẩu thường như báo biển tự đẩy đi trong nước nhờ sử dụng các chân chèo sau của chúng.
- Rái cá có chân màng và rái cá sử dụng chân màng khỏe của nó cùng cách như con người dùng chân người nhái – đẩy nước sang bên nhiều nhất với mỗi lần dướn lên bơi. Điều đó giúp cho nó bơi nhanh để tóm được con mồi. Một số rái cá còn sử dụng những vuốt trước có màng nhỏ để bắt cá dưới nước và phần lớn rái cá sử dụng chúng để giữ thức ăn khi chúng ăn.
- Các loài cá heo đã tiến hóa để không có chân sau, để cho thân có dạng khí động lực hơn và giúp bơi nhanh hơn, cá heo dần dà đã mất đi các chân sau và phát triển một cái đuôi giống cá với hai vây gọi là thùy đuôi cá. Tuy nhiên, không giống cá quẫy đuôi về hai bên, cá heo bơi bằng cách đập những thùy đuôi cá khỏe của nó lên xuống. Cá heo bơi khỏe tới mức chúng có thể dễ dàng tự đẩy mình vọt lên khỏi mặt nước.

## Thực trạng
Động vật có vú thủy sinh là mục tiêu cho ngành công nghiệp thương mại, dẫn đến sự suy giảm mạnh mẽ của tất cả các quần thể loài bị khai thác, chẳng hạn như các loại hải ly. Những chiếc áo khoác lông của chúng, phù hợp để bảo tồn nhiệt, đã được đưa ra trong quá trình buôn bán lông thú và được làm thành áo khoác và mũ. Các loài động vật có vú khác như loài tê giác Ấn Độ, là mục tiêu săn bắn thể thao và có sự sụt giảm dân số mạnh vào những năm 1900. Sau khi việc săn bắn nó đã được coi là bất hợp pháp, nhiều động vật có vú thủy hợp đã trở thành đối tượng bị săn trộm.
Khác với việc săn bắn, động vật có vú dưới nước có thể bị giết chết như là đánh bắt cá, nơi chúng bị vướng vào lưới cố định và bị chết đuối hoặc chết đói. Việc tăng lưu lượng sông, đặc biệt là ở sông Dương Tử, gây ra sự va chạm giữa các tàu biển nhanh và động vật có vú dưới nước, và làm tràn các con sông có thể dẫn tới các động vật có vú đang di cư ở các khu vực không thích hợp hoặc phá hủy môi trường sống thượng nguồn. Việc công nghiệp hoá các con sông đã dẫn đến sự tuyệt chủng của cá heo sông Trung Quốc, với sự chứng kiến cuối cùng vào năm 2004. Ngoài ra một lượng lớn các loài thú biển cũng bị săn bắt trầm trọng.